# Frank Uhlig
Frank Uhlig (* 8. prosince 1955, Zschopau) je bývalý východoněmecký fotbalista, střední obránce.

## Fotbalová kariéra
Ve východoněmecké oberlize hrál za FC Karl-Marx-Stadt. Nastoupil ve 237 ligových utkáních a dal 30 gólů. Za reprezentaci Východního Německa (NDR) nastoupil v roce 1980 v 1 utkání. V roce 1980 byl členem stříbrného východoněmeckého týmu na LOH 1980 v Moskvě, nastoupil ve 2 utkáních.

## Ligová bilance
| Ročník          | Zápasy | Góly | Klub               |
| --------------- | ------ | ---- | ------------------ |
| I. liga 1974/75 | 5      | 0    | FC Karl-Marx-Stadt |
| I. liga 1975/76 | 8      | 0    | FC Karl-Marx-Stadt |
| I. liga 1976/77 | 23     | 1    | FC Karl-Marx-Stadt |
| I. liga 1977/78 | 25     | 6    | FC Karl-Marx-Stadt |
| I. liga 1978/79 | 25     | 3    | FC Karl-Marx-Stadt |
| I. liga 1979/80 | 26     | 2    | FC Karl-Marx-Stadt |
| I. liga 1980/81 | 26     | 6    | FC Karl-Marx-Stadt |
| I. liga 1981/82 | 25     | 4    | FC Karl-Marx-Stadt |
| I. liga 1982/83 | 26     | 4    | FC Karl-Marx-Stadt |
| I. liga 1983/84 | 26     | 3    | FC Karl-Marx-Stadt |
| I. liga 1984/85 | 22     | 1    | FC Karl-Marx-Stadt |
| CELKEM I. liga  | 237    | 30   |                    |